# Уолш, Джордан (баскетболист)
Джордан Уолш (англ. Jordan Walsh; род. 3 марта 2004, Де-Сото, Техас) — американский профессиональный баскетболист, легкий форвард клуба НБА «Бостон Селтикс». Будучи новичком в составе «Бостона» в сезоне 2023/2024, Уолш выиграл чемпионат НБА в качестве резервного игрока.

## Ранние годы
Уолш вырос в Де-Сото, штат Техас, и изначально посещал Семейную академию веры в Далласе, штат Техас. Он набирал в среднем 18 очков, 11 подборов, 5 передач, 2,4 перехвата и 2,3 блока за игру. Уолш перевёлся в Академию Линк в Брансоне, штат Миссури, до начала своего последнего года обучения. Он набирал в среднем 15,3 очка, 7,2 подбора и 3,1 передачи за свой единственный сезон в Линке. В течение сезона Уолш был выбран для участия в матче McDonald's All-American 2022.

## Карьера в колледже
Уолш начал свой первый сезон в «Арканзасе» в качестве стартового нападающего. В середине сезона он был переведён на скамейку запасных в качестве ключевого резервного игрока. В конце концов, благодаря своему росту и атлетизму, Уолш вернулся в стартовый состав и стал одним из ключевых защитников «Арканзаса». В своём единственном сезоне за «Арканзас» Уолш в среднем набирал 7,1 очков, 3,9 подборов и 1,1 перехвата за игру. 19 апреля 2023 года он объявил о своем участии на драфте НБА 2023 года, сохранив при этом право на поступление в колледж. Позже Уолш решил остаться на драфте.

## Клубная карьера

### Бостон Селтикс (2023—н.в.)
Уолш был выбран «Сакраменто Кингз» под 38-м выбором во втором раунде драфта НБА 2023 года, а позже был обменён в «Бостон Селтикс».
6 июля 2023 года подписал с «Селтикс» четырёхлетний контракт на сумму 7,6 млн долларов. 31 октября Уолш был переведён в фарм-клуб «Мэн Селтикс» из Джи-Лига НБА.
17 января 2024 года Уолш дебютировал в НБА в победном матче против «Сан-Антонио Спёрс» (117:98), собрав 4 подбора за последние 3 минуты игры. 4 февраля 2024 года Уолш набрал свои первые два очка в НБА в победной игре против «Мемфис Гриззлис» (131:91) на стадионе «ТД-гарден». Уолш стал чемпионом НБА, когда «Селтикс» победили «Даллас Маверикс» в 5 играх финала НБА.

## Статистика

### Статистика в НБА
| Сезон                                                                                    | Команда | Регулярный сезон | Регулярный сезон | Регулярный сезон | Регулярный сезон | Регулярный сезон | Регулярный сезон | Регулярный сезон | Регулярный сезон | Регулярный сезон | Регулярный сезон | Регулярный сезон | Серия плей-офф | Серия плей-офф | Серия плей-офф | Серия плей-офф | Серия плей-офф | Серия плей-офф | Серия плей-офф | Серия плей-офф | Серия плей-офф | Серия плей-офф | Серия плей-офф |
| Сезон                                                                                    | Команда | GP               | GS               | MPG              | FG%              | 3P%              | FT%              | RPG              | APG              | SPG              | BPG              | PPG              | GP             | GS             | MPG            | FG%            | 3P%            | FT%            | RPG            | APG            | SPG            | BPG            | PPG            |
| ---------------------------------------------------------------------------------------- | ------- | ---------------- | ---------------- | ---------------- | ---------------- | ---------------- | ---------------- | ---------------- | ---------------- | ---------------- | ---------------- | ---------------- | -------------- | -------------- | -------------- | -------------- | -------------- | -------------- | -------------- | -------------- | -------------- | -------------- | -------------- |
| 2023/24                                                                                  | Бостон  | 9                | 1                | 9,2              | 40,0             | 22,2             | 50,0             | 2,2              | 0,6              | 0,6              | 0,1              | 1,7              | 3              | 0              | 3,7            | 33,3           | 0,0            | -              | 0,7            | 0,0            | 0,0            | 0,0            | 0,7            |
| 2024/25                                                                                  | Бостон  | 52               | 1                | 7,8              | 36,1             | 27,3             | 58,3             | 1,3              | 0,4              | 0,2              | 0,2              | 1,6              | 5              | 0              | 3,0            | 0,0            | 0,0            | -              | 0,2            | 0,2            | 0,0            | 0,0            | 0,0            |
|                                                                                          | Всего   | 61               | 2                | 8,0              | 36,7             | 26,6             | 57,1             | 1,5              | 0,4              | 0,3              | 0,2              | 1,6              | 8              | 0              | 3,3            | 25,0           | 0,0            | -              | 0,4            | 0,1            | 0,0            | 0,0            | 0,3            |
| Наведите курсор мыши на аббревиатуры в заголовке таблицы, чтобы прочесть их расшифровку. |         |                  |                  |                  |                  |                  |                  |                  |                  |                  |                  |                  |                |                |                |                |                |                |                |                |                |                |                |

### Статистика в Джи-Лиге
| Сезон                                                                                    | Команда     | Регулярный сезон | Регулярный сезон | Регулярный сезон | Регулярный сезон | Регулярный сезон | Регулярный сезон | Регулярный сезон | Регулярный сезон | Регулярный сезон | Регулярный сезон | Регулярный сезон | Серия плей-офф | Серия плей-офф | Серия плей-офф | Серия плей-офф | Серия плей-офф | Серия плей-офф | Серия плей-офф | Серия плей-офф | Серия плей-офф | Серия плей-офф | Серия плей-офф |
| Сезон                                                                                    | Команда     | GP               | GS               | MPG              | FG%              | 3P%              | FT%              | RPG              | APG              | SPG              | BPG              | PPG              | GP             | GS             | MPG            | FG%            | 3P%            | FT%            | RPG            | APG            | SPG            | BPG            | PPG            |
| ---------------------------------------------------------------------------------------- | ----------- | ---------------- | ---------------- | ---------------- | ---------------- | ---------------- | ---------------- | ---------------- | ---------------- | ---------------- | ---------------- | ---------------- | -------------- | -------------- | -------------- | -------------- | -------------- | -------------- | -------------- | -------------- | -------------- | -------------- | -------------- |
| 2023/24                                                                                  | Мэн Селтикс | 43               | 43               | 29,3             | 43,1             | 35,4             | 70,5             | 6,7              | 1,6              | 1,2              | 0,6              | 14,6             | 5              | 5              | 32,1           | 46,4           | 35,3           | 57,1           | 7,2            | 0,8            | 1,8            | 0,8            | 14,0           |
| 2024/25                                                                                  | Мэн Селтикс | 1                | 0                | 29,3             | 72,7             | 50,0             | 100,0            | 4,0              | 1,0              | 2,0              | 1,0              | 20,0             | 2              | 2              | 28,1           | 42,9           | 27,3           | 66,7           | 7,5            | 3,0            | 1,0            | 1,0            | 15,0           |
|                                                                                          | Всего       | 44               | 43               | 29,3             | 43,8             | 35,8             | 70,9             | 6,7              | 1,5              | 1,2              | 0,6              | 14,7             | 7              | 7              | 30,9           | 45,2           | 33,3           | 60,0           | 7,3            | 1,4            | 1,6            | 0,9            | 14,3           |
| Наведите курсор мыши на аббревиатуры в заголовке таблицы, чтобы прочесть их расшифровку. |             |                  |                  |                  |                  |                  |                  |                  |                  |                  |                  |                  |                |                |                |                |                |                |                |                |                |                |                |

### Статистика в NCAA
| Сезон | Команда  | Conf  | Class | GP | GS | MPG  | FG%  | 3P%  | FT%  | RPG | APG | SPG | BPG | PPG |
| --- | -------- | ----- | ----- | -- | -- | ---- | ---- | ---- | ---- | --- | --- | --- | --- | --- |
| 2022/23 | Арканзас | SEC   | FR    | 36 | 22 | 24,4 | 43,3 | 27,8 | 71,2 | 3,9 | 0,9 | 1,1 | 0,5 | 7,1 |
| Всего | Всего    | Всего | Всего | 36 | 22 | 24,4 | 43,3 | 27,8 | 71,2 | 3,9 | 0,9 | 1,1 | 0,5 | 7,1 |
| Наведите курсор мыши на аббревиатуры в заголовке таблицы, чтобы прочесть их расшифровку Статистика приведена с сайта sports-reference.com |          |       |       |    |    |      |      |      |      |     |     |     |     |     |

## Личная жизнь
У Уолша универсальная алопеция — аутоиммунное заболевание, препятствующее росту волос на теле.